# Rāygān
Rāygān (persiska: سَنجابيدِ رايِگان, رايِگان, سَنجابی, رایگان) är en ort i Iran.   Den ligger i provinsen Kermanshah, i den västra delen av landet, 400 km väster om huvudstaden Teheran. Rāygān ligger 1 405 meter över havet och antalet invånare är 208.
Terrängen runt Rāygān är huvudsakligen kuperad. Rāygān ligger nere i en dal. Runt Rāygān är det ganska tätbefolkat, med 56 invånare per kvadratkilometer. Närmaste större samhälle är Harsīn, 8,5 km öster om Rāygān. Omgivningarna runt Rāygān är i huvudsak ett öppet busklandskap.